# روت مانسون
روت مانسون ( انگلیسی: Ruth Munson؛ زادهٔ ۲۰ سپتامبر ۱۹۶۹) سیاستمدار و کارآفرین ارمنی‌تبار اهل ایالات متحده آمریکا است.

## زندگی‌نامه
وی در ۲۰ سپتامبر ۱۹۶۹ ‏در وائوکگان، ایلینوی به دنیا آمد و از دانشگاه ایلینوی شمالی فارغ‌التحصیل گشت. 